# 益民乡
益民乡，是中华人民共和国四川省攀枝花市盐边县曾经下辖的一个乡。2019年12月，撤销益民乡，将原益民乡永益村、垭谷村、龙头村、春林村、鲊石村、长坪村、益门村及新民村湾湾组、石家坪子组、小河组、龙塘沟组所属行政区域划归红格镇管辖，原益民乡回龙村、水坪村、新民村菠萝箐组和施家湾子组所属行政区域划归新九镇管辖。

## 行政区划
益民乡撤销前下辖以下地区：
永益社区村、益门社区村、长坪社区村、春林社区村、垭谷社区村、龙头社区村、鲊石社区村、新民社区村、水坪社区村和回龙村。